# چاه‌شور (میغان)
چاه شور روستایی در دهستان میغان بخش مرکزی شهرستان نهبندان استان خراسان جنوبی ایران است. بر پایه سرشماری عمومی نفوس و مسکن در سال ۱۳۹۰ جمعیت این روستا ۳۱ نفر (در ۷ خانوار) بوده است.